# Näher, mein Gott, zu dir
Näher, mein Gott, zu dir ist ein christlicher Choral. Er basiert auf dem Gedicht Nearer, My God, to Thee der englischen Dichterin Sarah Flower Adams von 1841. Das Gedicht wurde mit verschiedenen Melodien vertont, die bekannteste ist Bethany von Lowell Mason. Der Choral wird vor allem in der englischsprachigen Welt häufig bei Begräbnissen gesungen oder gespielt.
Biblischer Hintergrund des Textes ist die Erzählung von Jakobs Traum von der Himmelsleiter im 1. Buch Mose. Jakob hat sich auf einem Stein schlafen gelegt und erfährt durch die Traumvision Stärkung in schwerer Bedrängnis. Er nennt den Ort Bet-El (Bethel), Haus Gottes (Gen 28,10–19 ).

## Text und Melodie
Englischer Originaltext:

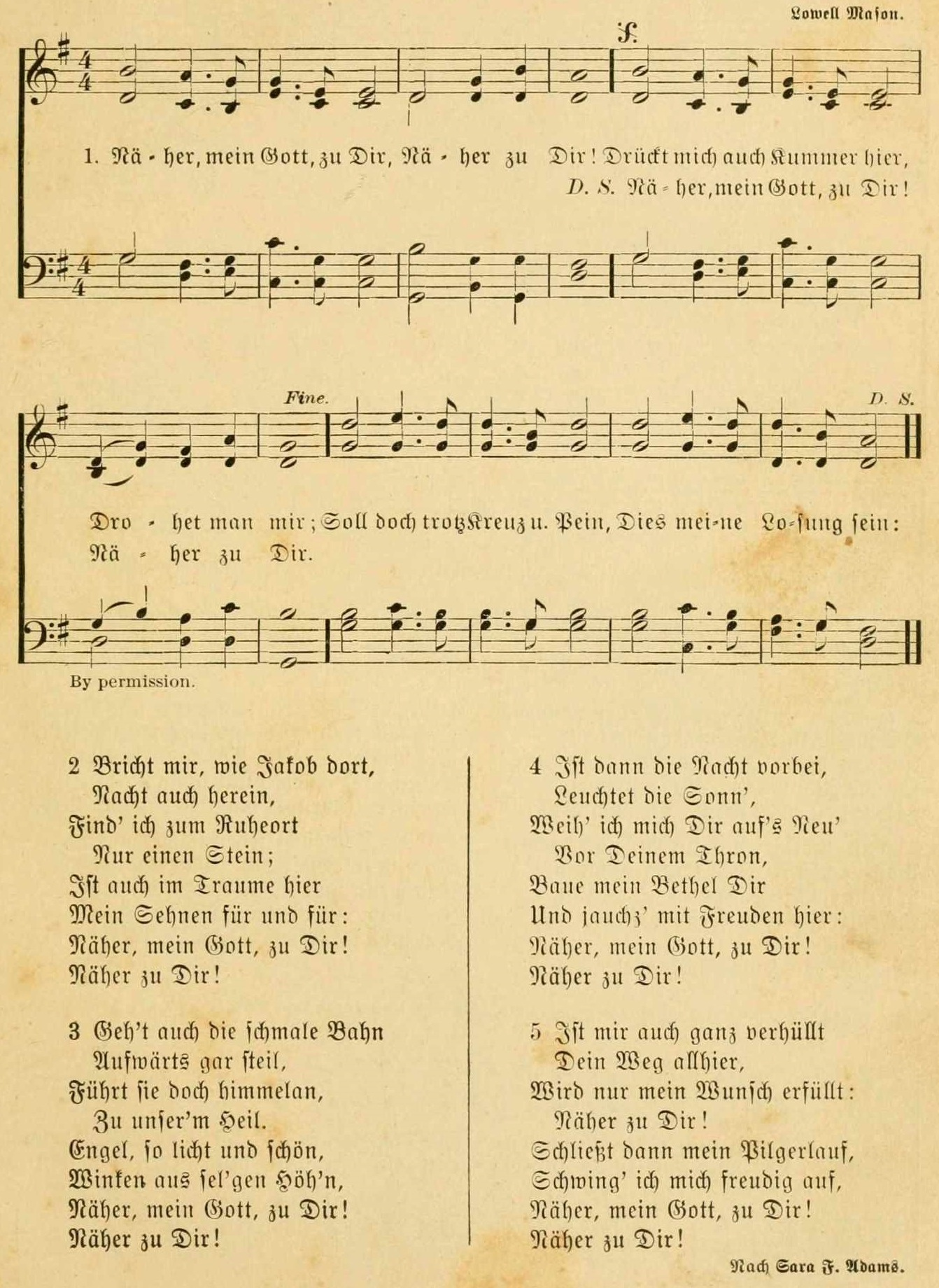
Näher, mein Gott, zu dir im deutschsprachigen Gesangbuch der Mennoniten Nordamerikas 1890
mini|zentriert|Heute verbreitetste Melodiefassung Bethany

Nearer, my God, to Thee, nearer to Thee!

E’en though it be a cross that raiseth me,

Still all my song shall be, nearer, my God, to Thee.

Nearer, my God, to Thee,

Nearer to Thee!

Though like the wanderer, the sun gone down,

Darkness be over me, my rest a stone.

Yet in my dreams I’d be nearer, my God to Thee.

Nearer, my God, to Thee,

Nearer to Thee!

There let the way appear, steps unto Heav’n;

All that Thou sendest me, in mercy given;

Angels to beckon me nearer, my God, to Thee.

Nearer, my God, to Thee,

Nearer to Thee!

Then, with my waking thoughts bright with Thy praise,

Out of my stony griefs Bethel I’ll raise;

So by my woes to be nearer, my God, to Thee.

Nearer, my God, to Thee,

Nearer to Thee!

Or, if on joyful wing cleaving the sky,

Sun, moon, and stars forgot, upward I’ll fly,

Still all my song shall be, nearer, my God, to Thee.

Nearer, my God, to Thee,

Nearer to Thee!

 - - -

There in my Father’s home, safe and at rest,

There in my Savior’s love, perfectly blest;

Age after age to be, nearer my God to Thee.

Nearer, my God, to Thee,

Nearer to Thee!
Deutsche Nachdichtung:

Näher, mein Gott, zu dir, näher zu dir!

Drückt mich auch Kummer hier, drohet man mir,

soll doch trotz Kreuz und Pein dies meine Losung sein:

Näher, mein Gott, zu dir,

näher zu dir!

Bricht mir, wie Jakob dort, Nacht auch herein,

find ich zum Ruheort nur einen Stein,

ist selbst im Traume hier mein Sehnen für und für:

Näher, mein Gott, zu dir,

näher zu dir!

Geht auch die schmale Bahn aufwärts gar steil,

führt sie doch himmelan zu unsrem Heil.

Engel, so licht und schön, winken aus selgen Höhn:

Näher, mein Gott, zu dir,

näher zu dir!

Ist dann die Nacht vorbei, leuchtet die Sonn,

weih ich mich dir aufs Neu vor deinem Thron,

baue mein Bet-El dir und jauchz mit Freuden hier:

Näher, mein Gott, zu dir,

näher zu dir!

Ist mir auch ganz verhüllt dein Weg allhier,

wird nur mein Wunsch erfüllt: Näher zu dir!

Schließt dann mein Pilgerlauf, schwing ich mich freudig auf:

Näher, mein Gott, zu dir,

näher zu dir!

 - - -

(In englischsprachigen Liederbüchern ist eine

vom anglikanischen Bischof von Exeter Edward Henry Bickersteth

(1825–1906) gedichtete 6. Strophe hinzugefügt.)
Mit der deutschen Nachdichtung von Ehrhardt Friedrich Wunderlich (1875) wurde das Lied in die Liste gemeinsamer Kirchenlieder der Arbeitsgemeinschaft für ökumenisches Liedgut aufgenommen. Es ist in mehreren freikirchlichen Gesangbüchern und in den EG-Regionalteilen Baden und Pfalz enthalten, außerdem in Liederheften für Trauerfeiern. 2013 wurde es, ebenfalls mit der Melodie Bethany, in das neue katholische Gebet- und Gesangbuch Gotteslob unter der Nummer 502 als Beerdigungslied in die Rubrik „Tod und Vollendung“ aufgenommen, obwohl es bislang unter deutschen Katholiken keine breite Tradition dazu gibt:

## Geschichte
Die Unitarierin Sarah Flower Adams steuerte zu William Johnson Fox’ 1841 veröffentlichten Hymns and Anthems insgesamt 13 Gedichte bei, darunter Nearer, my God, to Thee. Der Text ist wie Adams’ Dichtungen im Allgemeinen in einem zur Zeit seiner Entstehung modischen exaltierten Stil der Spätromantik gehalten, der schon von Zeitgenossen als spasmodic (dt. krampfhaft) bespöttelt wurde und bereits kurz nach der Jahrhundertmitte des 19. Jahrhunderts in Vergessenheit geriet. Der Choral ist bis heute das bei Weitem bekannteste Werk Adams’.
Das Lied wurde für Hymns and Anthems mit einer Melodie von der Schwester der Dichterin vertont. Von Edward Henry Bickersteth jr. um eine sechste Strophe erweitert, wurde der Choral in den Vereinigten Staaten mit der Melodie Bethany (1856, nach dem biblischen Ort Bethanien) des amerikanischen Kirchenmusikers Lowell Mason und in Großbritannien mit der Melodie Horbury (1861) von John Bacchus Dykes unterlegt. In Masons Form wurde er zu einem der in der englischsprachigen Welt bei Begräbnissen beliebtesten Lieder. Er erlebte zahlreiche weitere Vertonungen und wurde bald in viele verschiedene Sprachen übersetzt oder nachgedichtet.

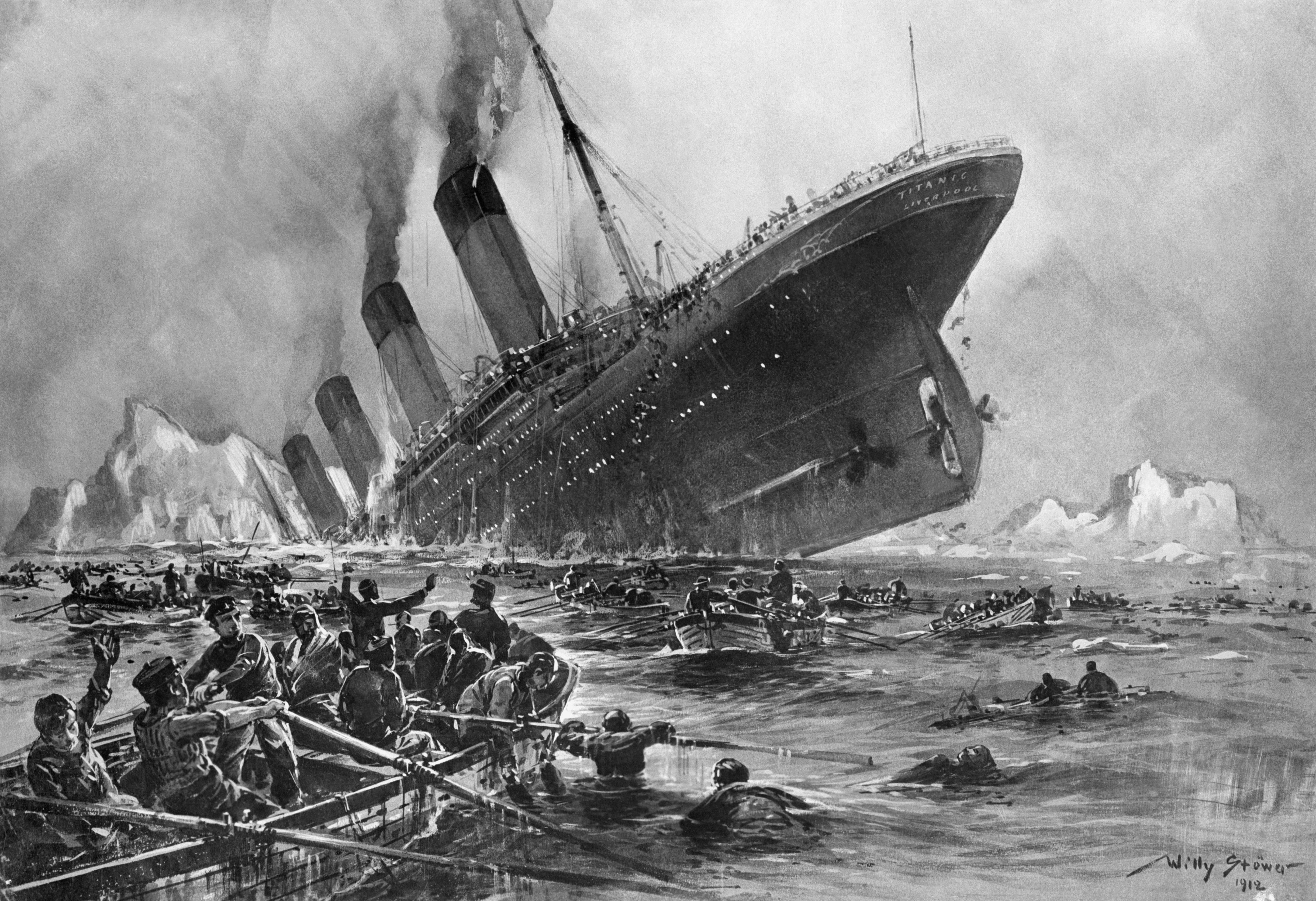
Untergang der Titanic (1912)
Illustration von Willy Stöwer für die Zeitschrift Die Gartenlaube

Besondere Bekanntheit und häufigste Assoziation haben der Choral und insbesondere Masons Melodie Bethany im Zusammenhang mit dem Untergang der Titanic 1912 erhalten: Als Lieblingsstück ihres Dirigenten Wallace Hartley soll es von der Kapelle beim Untergang des Schiffes als letztes Lied gespielt worden sein. Mindestens vier der über das Unglück gedrehten Kinofilme – Titanic (1943), Untergang der Titanic (1953), Die letzte Nacht der Titanic (1958) und Titanic (1997) – folgen dieser Darstellung.
Weniger bekannt ist, dass das Lied von todgeweihten Schiffbrüchigen beim Untergang der SS Valencia am 22. Januar 1906 gesungen wurde.
Das Lied wurde in den USA unter anderem zu Ehren der ermordeten Präsidenten James A. Garfield 1881 und William McKinley, dessen letzte Worte der Liedanfang gewesen sein sollen, 1901 sowie bei der Beerdigung von Gerald Ford 2007 intoniert. Außerdem findet sich die Anfangszeile des Liedes auf einem Denkmal des Flugzeugabsturzes von Uruguayan-Air-Force-Flug 571, bei dem 16 Passagiere 72 Tage lang bei arktischen Andentemperaturen überlebten, bevor sie am 23. Dezember 1972 gerettet werden konnten.
Der Gründer des US-amerikanischen Nachrichtensenders CNN, Ted Turner, kündigte bei Gründung des Kanals an, CNN werde bis zum Weltuntergang auf Sendung bleiben, diesen übertragen und unmittelbar vor der endgültigen Abschaltung diesen Choral spielen. Im Januar 2015 wurde tatsächlich ein Video publik, das eine Militärkapelle beim Spielen von Nearer, my God, to Thee vor Turner Mansion, dem Gründungsort von CNN, zeigt und das in den Archiven des Senders angeblich für dieses Ereignis auf Vorrat gehalten wird.